# 마쓰노 쓰루헤이
마쓰노 쓰루헤이(일본어: 松野 鶴平, 1883년 12월 22일~1962년 10월 18일)는 7선 중의원 의원과 3선 참의원 의원을 지낸 일본의 정치인이다.
아들인 마쓰노 라이조는 15선 중의원 의원을, 손자인 마쓰노 요시히사는 6선 중의원 의원을 지냈다.

## 생애
1883년에 구마모토현 기쿠치군 시로키타촌(현 야마가시)에서 농부의 장남으로 태어났다. 마쓰노가 태어나고 얼마 지나지 않아 아버지가 양조장을 경영했기에 마쓰노는 어린 시절 양조잘 일을 도우면서 학교를 다녔다. 하지만 양조장 경영이 잘 되지 않아 마쓰노는 중학교를 중퇴한 뒤 아버지의 일을 돕는 데 전념하게 됐다. 이때 주조미를 거래하면서 통해 상업에 재능을 보였고 1904년 러일 전쟁이 발발하자 쌀값이 오를 걸 예상해 정미소를 차렸다. 그리고 일본우선과의 거래로 막대한 이익을 올렸다. 1908년 일본 중의원 의장 노다 우타로의 장녀 다키노와 결혼했다.
1918년 입헌정우회의 공천을 받아 출마했지만 낙선했다. 2년 뒤 제14회 일본 중의원 의원 총선거 때 고향인 구마모토현 제4구에 입후보해 당선에 성공했다. 하지만 이후 정우회가 분열하는 등 혼란을 겪었고 그 와중에 1924년 총선에선 낙선했다.
4년 뒤인 1928년 총선에서 구마모토현 제1구에 출마해 당선되면서 정계에 복귀했다. 하토야마 이치로의 파벌에 속했으며 내무정무차관, 정우회 간사장을 역임했다. 1932년 제18회 일본 중의원 의원 총선거 때는 선거대책을 총괄하는 역할을 맡아 466석 중 304석을 획득하는 데 성공해 선거의 신으로 불렸다. 이후 정우회가 또 분열하자 하토야마, 구하라 후사노스케 등과 함께 정우회 정통파에 속했다. 1940년 요나이 내각이 발족하자 철도상에 취임해 도카이도선 대화재 수습 등에 힘썼다.
전후에는 정우회 정통파 세력을 규합해 하토야마를 옹립하여 일본자유당을 창당했다. 1946년 5월 하토야마가 공직 추방을 당하자 새로운 총재를 뽑아야 했다. 이때 고지마 가즈오, 마쓰다이라 쓰네오 등과 함께 외무상 요시다 시게루의 이름이 오르내렸는데 하토야마는 요시다를 지지해 직접 집까지 찾아가서 설득했다. 요시다가 이를 거절하자 하토야마는 포기했지만 마쓰노는 굴하지 않고 매일같이 요시다를 찾아갔고 종국에는 요시다의 동의를 구하는 데 성공했다.
마쓰노도 당시 공직 추방을 당했기에 요시다의 비공식 정치 고문이 되어 여러 물밑 공작을 통해 요시다 내각을 지탱했다. 1952년 당시의 불시 해산도 마쓰노의 아이디어였으며 요시다파와 하토야마파 사이의 권력 투쟁 때 중재역도 자처했다. 이후 공직 추방이 해제되자 1952년 제1회 일본 참의원 의원 통상선거 보궐선거에 출마해 당선됐다. 이때 "아이들부터 어른들까지 많은 사람들이 손을 흔들며 맞이해준 것이 굉장히 기뻤다. 정치라는 건 항상 국민과 일심동체여야만 한다는 것을 통감했다"라는 말을 남겼다.
1954년에 조선 의옥 사건이 발생하자 야당은 내각 불신임 결의안을 제출했고 요시다에 반대하던 하토야마파가 여기에 동조하면서 결의안이 통과되었다. 요시다는 1952년과 1953년에 이어 이번에도 중의원 해산을 시도했으나 마쓰노는 "총재가 당보다 우선시될 수는 없다", "자유당에서 요시다를 제명해야 한다"라며 화를 냈고 부총재 오가타 다케토라와 함께 요시다에게 사임을 촉구했다. 더 이상 버티지 못한 요시다는 총리대신을 사임했고 후임으로 일본민주당의 하토야마가 취임했다.
1955년 일본사회당이 재통일을 이루자 위기감을 느낀 민주당과 자유당 사이에서 보수통합에 관한 논의가 이루어졌다. 그리고 같은 해 자유민주당이 결성되었고 마쓰노는 초대 참의원 의원회장이 되었다. 총재대행위원이던 오가타가 1956년 2월에 사망하자 후임 위원이 되었다.
같은 해 4월 일본 참의원 의장이 되었다. 전후에 신설된 참의원은 공평한 의사 진행을 위해 재임 중인 의장이 일시적으로 당에서 이탈하는 게 관례였다. 하지만 전전의 중의원은 의장이 당적을 유지하여 이를 권위를 원천으로 삼았으며 원내1당이 폭주할 때 당원으로서 이를 저지하는 것이 관례였다. 전전에 7선 중의원 의원을 역임한 마쓰노는 이 관례를 전후의 참의원에 적용코자 했기에 야당의 반발에도 불구하고 마쓰노는 의장이 된 뒤에도 자민당 당적을 버리지 않았다. 이후 「일본과 미국 간의 상호 협력 및 안전 보장 조약」 개정 등 정국이 요동칠 때도 마쓰노는 자신의 신념에 충실해 자민당의 강경한 의사 운영을 저지하고 원활한 심의가 이루어지도록 노력했다. 하지만 이는 참의원의 정당화 현상을 촉진했다는 비판도 낳았다.
1961년 5월 중의원에 「정치적 폭력 행위 방지법」안이 상정되었다. 이는 아사누마 이네지로 암살 사건과 시마나카 사건 등의 우익 테러를 방지하기 위한 법률안으로 어떤 단체가 정치적 폭력 행위를 일으킬 때의 형벌 규정과 단체 규제를 규정하고 있었다. 하지만 일본사회당은 단체 규제가 너무 과도하다며 개인에 대한 형벌만으로 족하다고 해당 법률안에 반대했다. 총재 이케다 하야토는 사회당의 반발을 무시하고 강경하게 나서 6월 3일 중의원을 통과했다. 하지만 마쓰노는 사회당과의 합의를 통해 해당 법률안의 폐기를 결정해 결국 이 법률안은 성립되지 못했다. 이를 마쓰노 쿠데타라고 부른다.
1962년 8월 의장을 사임했다. 후임인 시게무네 유조도 당적을 유지한 채 9년간 참의원 의장을 역임했으며 그 후임인 고노 겐조에 이르러서야 비로소 참의원 의장이 당적을 일시 포기하는 관행이 부활했다.
의장을 사임한 마쓰노는 불과 4개월 뒤인 10월에 향년 78세로 사망했다. 사후에 종2위에 추서됐다.

## 역대 선거 기록
|  | 0% |

|  | 0% |

|  | 0% |

|  | 0% |

|  | 0% |

|  | 0% |

|  | 0% |

|  | 0% |

|  | 67.41% |

|  | 42.48% |

|  | 35.65% |